# Escapology
Escapology è il quinto album in studio del cantautore pop britannico Robbie Williams, uscito il 5 novembre 2002 nel Regno Unito. È stato l'ultimo album composto con il produttore e il collaboratore nella scrittura dei testi Guy Chambers. Il titolo fa riferimento alla pratica illusionistica dell'escapologia. Nel brano Hot Fudge tra il coro c'è anche il bassista Phil Spalding, che all'inizio dice Yee-haw.
Malgrado i giudizi negativi di gran parte della critica inglese, l'album è risultato uno dei più venduti tra quelli di Williams, vendendo in tutto il mondo più di 6,5 milioni di copie. Fu prodotto nuovamente per il mercato statunitense nel 2003.

## Singoli
Feel è il primo singolo dell'album, uscito il 2 dicembre 2002 nel Regno Unito: dopo un silenzio del cantante durato quasi un anno, scalò subito la UK Singles Chart, arrivando fino al 2º posto, e diventando numero 1 in Italia. Il video della canzone, girato in bianco e nero (e poi anche a colori), ritrae Williams vestito da cowboy e annovera tra i protagonisti anche l'attrice Daryl Hannah, della quale Williams è innamorato.

## Tracce
1. How Peculiar – 3:13 (Robbie Williams, Guy Chambers)
2. Feel – 4:22 (Robbie Williams, Guy Chambers)
3. Something Beautiful – 4:48 (Robbie Williams, Guy Chambers)
4. Monsoon – 3:46 (Robbie Williams, Guy Chambers)
5. Sexed Up – 4:19 (Robbie Williams, Guy Chambers)
6. Love Somebody – 4:10 (Robbie Williams, Guy Chambers)
7. Revolution (feat. Rose Stone) – 5:44 (Robbie Williams, Guy Chambers)
8. Handsome Man – 3:54 (Robbie Williams, Guy Chambers, Adrian Devoy)
9. Come Undone – 4:38 (Robbie Williams, Kristian Ottestad, Ashley Hamilton, Daniel Pierre)
10. Me and My Monkey – 7:12 (Robbie Williams, Guy Chambers)
11. Song 3 – 3:48 (Robbie Williams, Guy Chambers)
12. Hot Fudge – 4:05 (Robbie Williams, Guy Chambers)
13. Cursed – 4:01 (Robbie Williams, Guy Chambers, Adrian Devoy)
14. Nan's Song – 9:38 (Robbie Williams) – contiene i brani nascosti How Peculiar (Reprise) e I Tried Love[22]

## Formazione
- Robbie Williams - voce, cori
- Guy Chambers - chitarra acustica, sintetizzatore, organo Hammond, pianoforte, Fender Rhodes, chitarra elettrica, clavicembalo
- Phil Spalding - basso, cori, chitarra elettrica, chitarra spagnola
- Chris Sharrock - batteria
- Gary Nuttall - chitarra acustica, cori, chitarra elettrica, chitarra 12 corde
- Yolanda Charles - basso
- Andy Wallace - pianoforte, organo Hammond
- Phil Palmer - chitarra acustica
- Steve Ferrone - batteria
- Richard Flack - programmazione
- Jim Cox - pianoforte, organo Hammond, clavinet
- Lee Sklar - basso
- Daniel Pierre - tastiera
- Greg Leisz - pedal steel guitar
- Waddy Wachtel - chitarra elettrica
- Alex Acuña - percussioni
- Neil Taylor - chitarra acustica, slide guitar, chitarra elettrica, chitarra ritmica
- Jeremy Stacey - batteria
- Dave Clayton - sintetizzatore
- Fil Eisler - slide guitar
- Boots - tastiera
- Melvin Duffy - pedal steel guitar
- Luis Jardim - percussioni
- Bryrony Rump - violoncello
- Simon Gardner - tromba
- Steve Sidwell - tromba
- Wayne Bergeron - tromba
- Eric Marenthial - sassofono tenore
- Rose Stone, Zenia, Paul Tubbs Williams, Tessa Niles, Claire Worrall, Katie Kissoon - cori